# André Claeys
André Claeys (Brugge, 28 juni 1925 - aldaar, 22 mei 1998) was een Vlaams schrijver.

## Levensloop
André Claeys was getrouwd met Marie-Louise Senaeve. Na studies aan de Koloniale school in Brussel, was hij ambtenaar in Belgisch-Congo, van 1948 tot 1960. Na zijn terugkeer werd hij ambtenaar bij het provinciebestuur van West-Vlaanderen, tot in 1990.
Het jarenlange verblijf in Sub-Sahara-Afrika gaf hem inspiratie, na zijn terugkeer in Europa, voor een half dozijn romans waarvan de actie zich in Congo afspeelde. Hij bracht hierbij vooral het Lundavolk en zijn geschiedenis tot leven. 

## Publicaties
- Het duistere rijk, roman, 1963.
- Zonen van Cham, roman, 1964.
- Pape Claus, roman, 1966.
- Grote Mungu, roman, 1966.
- Onder het teken van de regenboog, historische roman, 1972.
- De gouden tafels, roman, 1975.

## Prijzen
- Prijs van de provincie West-Vlaanderen voor Het duistere rijk.
- Driejaarlijkse Staatsprijs voor Afrikaanse letterkunde voor Het duistere rijk.
- Prijs van de provincie West-Vlaanderen voor het jeugdboek, voor Onder het teken van de regenboog.